# Finalização anormal
Finalização anormal, do inglês Abnormal End (ou ABEND), é como se chama um erro de programa no ambiente z/OS. ABEND é uma contração da expressão "ABnormal END". Originalmente ABEND deveria ser um fim não esperado em programas, porém os programadores começaram a colocar rotinas de ABENDS com códigos de retorno dentro do código dos programas, logo, hoje em dia, um ABEND pode ser uma situação esperada, dependendo da situação.